# محمد عودة (مدرب كرة قدم)
محمد عودة لاعب كرة قدم مصري والمدير الفني لنادي المقاولون العرب. لعب في مركز الدفاع وقد شهد مع نادي المقاولون عدة بطولات وقاد النادي للفوز بكأس مصر 2003-2004 وأيضًا الفوز بكأس السوبر في نفس العام. اعتزل عام 2008-2009 لإصابته بالرباط الصليبي وأصبح مدرب عام مع حسن شحاته 2015-2016 وكذلك مع طارق العشري في نفس العام وبعد فشلهما في تولي زمام الأمور في النادي واطاحته في المركز قبل الاخير حينها تولى محمد عودة الإدارة الفنية للنادي وابقاه في دائرة الأمان في المركز التاسع والآن يكمل مسيرته مع الفريق في الموسم الجديد 2016-2017.